# Heinar Kipphardt
Heinrich „Heinar” Mauritius Kipphardt (ur. 8 marca 1922 w Łagiewnikach, zm. 18 listopada 1982 w Monachium) – niemiecki pisarz, przedstawiciel teatru dokumentalnego.

## Życiorys
Heinar Kipphardt urodził się na południu Śląska w Łagiewnikach (dawnej Heidersdorf), w ojczyźnie swojej matki Elfriedy Kipphardt. Jego ojciec Heinrich Kipphardt był dentystą. Po narodzinach Heinara rodzina przeprowadziła się do Piławy Górnej. Heinar chodził tam w latach 1928–1932 do szkoły wiejskiej i później do różnych gimnazjów. Był opisywany jako „nieposkromiony” i „szukający z każdym zaczepki”.
W 1933 roku jego ojca aresztowano i internowano do prowizorycznego obozu koncentracyjnego we Wrocławiu i następnie w Buchenwald. W 1937 roku Heinrich Kipphardt został zwolniony i opuścił Śląsk. Wówczas rodzina wyprowadziła się do Nadrenii, gdzie ojciec miał krewnych, a w Krefeld otworzył praktykę. W 1943 roku został znowu zabrany przez Gestapo do aresztu prewencyjnego i jako 47-latek został wysłany na front. Heinar chodził od 1937 r. do gimnazjum na Moltkeplatz w Krefeld, które zakończył maturą w 1940 r. W 1939 r. poznał swoją przyszłą żonę Lore Hannen.
Po obowiązku udziału w walce w narodowosocjalistycznej służbie pracy Heinar rozpoczął w 1940 roku studia medyczne na Uniwersytecie w Bonn w instytucie psychiatrii. „W wieku 18 lat nie mógł on jeszcze nikomu powiedzieć: Będę pisarzem. Dlatego chciał studiować cokolwiek, ostatecznie była to medycyna. Uważałem za bezsensowne, w czasie nazizmu studiować nauki humanistyczne”.
W 1942 r. został wysłany jako żołnierz na wschodni front. Podczas urlopu w ojczyźnie w 1942 r. ożenił się z Lore Hannen. Małżeństwo miało dwoje dzieci – Linde (1943) i Jana (1950).
Od jesieni 1945 roku Kipphardt kontynuował studia na Akademii Medycznej w Düsseldorfie. Mieszkał z rodziną w Krefeld. Jako lekarz – asystent zmienił miejski szpital w Krefeld na Klinikę Psychiatryczną Düsseldorf-Grafenberg i doktoryzował się w 1950 roku.
Już w latach wojny Kipphardt coraz bardziej interesował się historią, literaturą i filozofią, w których szukał wyjaśnienia historii współczesnej. Te zainteresowania zachował i wyniknęły z nich pierwsze literackie próby; Kipphardt zaczął pisać pierwsze wiersze.
W 1950 roku Kipphardt opuścił Krefeld i przyjął posadę w szpitalu Charité w Berlinie Wschodnim. W tym samym roku ukazała się jego pierwsza literacka publikacja w berlińskim czasopiśmie kulturalnym „Der Aufbau” pod tytułem Pośrodku wieku. W 1950 roku otrzymał umowę w Deutsches Theater w Berlinie jako redaktor, kierownik literacki i później jako główny kierownik literacki. W 1953 roku Kipphardt został członkiem Socjalistycznej Partii Jedności Niemiec (SED). Za sztukę Szekspir pilnie poszukiwany, której inscenizacja odbyła się 17 czerwca 1953 roku, otrzymał Nagrodę Państwową NRD trzeciej klasy. Początek lat 50. był dla Kipphardta udanym okresem: przyjazna współpraca z Wolfgangiem Langhoffem, przyjaźń z Ernstem Buschem, płodne dysputy z Erwinem Piscatorem.
Od czasu węgierskiego powstania ludowego w 1956 roku zaostrzył się kurs Socjalistycznej Partii Jedności Niemiec przeciw krytycznym intelektualistom. Także repertuar Langhoffa i Kipphardta był wyczerpany. W 1958 roku Kipphardt wypowiedział umowę Deutsches Theater. Otrzymał propozycję posady jako dyrektor w Deutsches Hygiene-Museum w Dreźnie, jednak przeniósł się w 1959 roku do Düsseldorfu. Postanowił zawiązać współpracę z Karl-Heinzem Strouxem, pracującym w teatrze w Düsseldorfie, z którym od tej pory Kipphardt zobowiązany był umową autorską. W Düsseldorfie wniósł Kipphardt wniosek o pozwolenie na wyjazd z NRD, którego mu odmówiono. Po tym wszystkim Kipphardt został wykluczony z SED.
Poprzez wpływy z umów autorskich Kipphardt miał czas, żeby napisać sztukę Pies generała. Znalazł wydawnictwo dla swoich publikacji. W 1961 r. rodzina wyprowadziła się do Monachium. Kipphardt poznał w 1962 r. Pię Marie Pavel. Ona także miała rodzinę i dwoje dzieci. Oboje rozwiedli się i do śmierci pisarza mieszkali razem. Ich wspólne dzieci – Franz i Moritz przyszły na świat w 1966 i 1969 r. Pia Pavel brała udział w pracy Kipphardta – poszukiwała materiałów, redagowała i brała na siebie zadania lektorskie.
Za sprawą sztuki W sprawie J. Roberta Oppenheimera Kipphardt osiągnął znaczny sukces w obu częściach Niemiec. Zdobył liczne nagrody, m.in. Nagrodę im. Gerharta Hauptmanna (1964) oraz Nagrodę im. Adolfa Grimme.
W 1969 r. pisarz otrzymał propozycję objęcia funkcji kierownika dramatycznego w Münchner Kammerspiele w Monachium. Stanowisko przyjął 1 stycznia 1970 r., a stracił już w 1971 r. w skandalu o broszurę z programem do sztuki Wolfa Biermanna Der Dra-Dra. Rzecznicy – prominenci tacy jak: Günter Grass, Arnulf Baring i Hans-Jochen Vogel zarzucili Kipphardtowi polityczny antagonizm.
W 1971 r. Kipphardt i Pia Maria pobrali się. Przenieśli się do swojej siedziby we Fraunbergu w Górnej Bawarii.
Po jego śmierci w 1982 r. została wydana sztuka Bracia Eichmann, w której zamieszczono liczne cytaty z książki Hanny Arendt Eichmann w Jerozolimie.

## Twórczość

### Sztuki
- 1952 Rozstrzygnięcia
- 1953 Shakespeare pilnie poszukiwany
- 1956 Wzlot Aloisa Piontka
- 1961 Krzesło pana Szmila
- 1962 Pies generała
- 1964 W sprawie J. Roberta Oppenheimera
- 1965 Joel Brand, historia interesu
- 1967 Noc, w którą szef został zwyciężony
- 1968 Żołnierze
- 1980 Marzec, życie artysty
- 1982 Bracia Eichmann

### Liryka
- 1949 To nie jest jeszcze koniec
- 1977 Angelsbruckerskie notatki
- 1953 Auschwitz 1953

### Opowiadania i powieści
- 1951 Obce umieranie młodego brata
- 1951 Późne poznanie
- 1957 Pies Generała
- 1976 Aleksander März
- 1977 Dezerter
- 1981 Protokół snu